# La doctoresse a de gros seins
 Pour plus de détails, voir Fiche technique et Distribution
La doctoresse a de gros seins est un film pornographique français, réalisé par John Love (pseudonyme d'Alain Payet), sorti en 1988.

## Synopsis
Dans cette clinique très particulière, la doctoresse à la poitrine généreuse déambule dans les couloirs et les escaliers les seins à l'air, vêtue d'un corset blanc, de bas et de jarretelles blancs. On y soigne, avec beaucoup de succès, les faiblesses sexuelles et les attentes des patients.

## Curiosités
- Ce film est généralement considéré comme ayant lancé en France le genre Hard-Crad caractérisé par une esthétique minimaliste, un scénario réduit au minimum et une approche directe de la sexualité pouvant aller jusqu'à des pratiques extrêmes. Fort de son succès, il a eu deux suites du même réalisateur : la première en 1992 avec Tabatha Cash en vedette et la seconde en 1996 avec Élodie Chérie.

## Fiche technique
- Titre : La doctoresse a de gros seins
- Titre alternatif : La doctoresse a des gros seins
- Réalisateur : John Love (pseudonyme d'Alain Payet)
- Production : Cinevog
- Durée : 67 min
- Date de sortie : 1988
- Pays :  France
- Genre : pornographique

## Distribution
- Sophie David (pseudonyme de Marie-Christine Covi) : la doctoresse
- Sandrine Marove : une infirmière (non créditée)
- Jean-Pierre Armand : un médecin et client de l'hôpital
- Romain Defarge : garagiste de formation
- Étienne Jaumillot : le vieux monsieur
- Jean-Paul Bride : un médecin
- Désiré Bastareaud : un nain noir client de l'hôpital
- Samantha Strong
- Corinne Brion
- Monique Carel
- Philippe Soine